# Yoo Joo Eun
Yoo Joo Eun (Corea del Sud, 5 de maig de 1995-Corea del Sud, 29 d'agost de 2022) va ser una actriu de drama sud-coreana, coneguda per haver treballat en la sèrie dramàtica Big Forest (2018) i en la sèrie de televisió Joseon Survival Period (2019).

## Biografia
Va néixer a Corea del Sud, sent la petita de dos germans amb el seu germà major anomenat Yoo Han. Es va graduar amb una llicenciatura en actuació de la Universitat Nacional d'Arts de Corea.

## Carrera professional
El 2018 va interpretar el paper de Casey en el drama televisiu 'Big Forest' dirigit per Park Soo-won. En el 2019, va aparèixer com a membre del repartiment secundari en la sèrie de televisió de fantasia 'Joseon Survival Period' dirigida per Jang Yong-woo; va interpretar el personatge de Cho-Sun.
Va ser trobada morta en el seu departament, en la matinada del 29 d'agost del 2022, el seu germà va confirmar en un comunicat que s'havia suïcidat, deixant una carta expressant els seus sentiments. Va morir als 27 anys d'edat, i per tant, és un altre membre més del Club dels 27.